# Minelli (cantante)
Minelli, pseudonimo di Luisa Ionela Luca (Slobozia, 22 agosto 1988), è una cantautrice rumena.

## Biografia
Nata a Slobozia, all'età di 17 anni si è trasferita nella capitale rumena per entrare nelle Wassabi, girl group costituito da lei stessa, Lora, Veronica Tecaru e Ramona Sora. Ha in seguito composto brani per diversi artisti, tra cui Inna, Roxen e Sickotoy, e ha inciso svariate collaborazioni con cui è riuscita a entrare nella hit parade sia in Francia sia in Germania. Nel 2017 ha firmato un contratto discografico con la Global, conseguendo la svolta commerciale due anni dopo attraverso la hit Mariola, numero uno nella Romanian Top 100. Il successo del singolo le ha permesso di vincere la statuetta come miglior artista EDM e di essere candidata per un altro riconoscimento agli Artist Awards. Anche Addicted, una collaborazione realizzata con il DJ Sickotoy, è riuscita a collocarsi sul podio della graduatoria nazionale.
Nel 2020 viene pubblicato sotto lo pseudonimo di Bastard! e per mezzo della Warner Russia il singolo F..k That, la sua prima entrata nella classifica russa e una delle hit radiofoniche di maggior successo in territorio russo dell'intero anno; il brano ha inoltre ottenuto una certificazione d'oro dalla Związek Producentów Audio-Video con oltre 10 000 unità vendute in suolo polacco. Rampampam, uscito l'anno dopo, si è tramutato in un tormentone estivo nell'Europa centrale e orientale: promosso da un'ampia campagna promozionale, ha scalato le classifiche di tredici paesi, ha ricevuto la certificazione di triplo platino in Polonia ed è divenuto uno dei principali successi degli anni 2020 sia in Russia che in Ucraina. In occasione degli Artist Awards annuali, tenutisi a Craiova, è stata l'artista con il maggior numero di nomination ricevute (6); all'evento, se ne è aggiudicata due.
Nothing Hurts ha segnato la sua seconda top five in Bulgaria e la quarta top ten in madrepatria, regione conquistata anche nella Federazione Russa e in Polonia. MMM, uscito l'anno seguente e premiato con un Romanian Music Award, è invece diventato il terzo singolo della cantante a entrare la Singlų Top 100 lituana, la top 100 della graduatoria russa, ucraina e la top ten bulgara, ponendosi al vertice di quella polacca. Entrambi i brani sono stati certificati oro dalla ZPAV, ciascuno per aver superato le 25 000 unità.
L'album in studio di debutto Silver & Gold - Chapter II è stato pubblicato nel febbraio 2023 ed è stato anticipato dagli estratti Deep Sea, Could Be Something e Think About U.
Nel marzo 2025 è ritornata sulle scene musicali col secondo disco Mixed Feelings: Opening Season, promosso dagli estratti Bug a Boo (2024), RiTiTi (2024) e Disturbia (2025).

## Discografia
- 2023 – Silver & Gold - Chapter II
- 2025 – Mixed Feelings: Opening Season

## Tournée
- 2024/25 – North American Tour

## Riconoscimenti
- Fonogram Awards
  - 2023 – Candidatura all'Album o registrazione internazionale dell'anno – EDM per Confused, Heart Instructions, MMM, Nothing Hurts e Rampampam[34]

- Romanian Music Awards
  - 2022 – Miglior artista dance per MMM[27]

- The Artist Awards
  - 2019 – Miglior artista EDM[11]
  - 2019 – Candidatura alla Miglior canzone per Mariola[12]
  - 2020 – Candidatura all'Artista preferito[35]
  - 2020 – Candidatura al Miglior artista EDM[35]
  - 2021 – Candidatura all'Artista[20]
  - 2021 – Candidatura all'Artista femminile[20]
  - 2021 – Rivelazione internazionale[21]
  - 2021 – Candidatura alla Hitmaker internazionale[20]
  - 2021 – Candidatura alla Miglior canzone per Rampampam[20]
  - 2021 – Canzone più ascoltata a livello internazionale per Rampampam[21]
  - 2022 – Miglior dance[36]